# Cogealac
Cogealac è un comune della Romania di 5 533 abitanti, ubicato nel distretto di Costanza, nella regione storica della Dobrugia.
Il comune è formato dall'unione di 5 villaggi: Cogealac, Gura Dobrogei, Râmnicu de Jos, Râmnicu de Sus, Tariverde.